# Aeschynomene brasiliana
Aeschynomene brasiliana är en ärtväxtart som först beskrevs av Jean Louis Marie Poiret, och fick sitt nu gällande namn av Dc. Aeschynomene brasiliana ingår i släktet Aeschynomene och familjen ärtväxter. IUCN kategoriserar arten globalt som livskraftig.

## Underarter
Arten delas in i följande underarter:
- A. b. brasiliana
- A. b. carichanica
- A. b. venezolana